# Диаматарис, Антонис
Анто́нис Иракли́с Диамата́рис (греч. Αντώνης Ηρακλής Διαματάρης, англ. Antonis Heracles Diamataris; род. 1950, Лимнос, Греция) — греко-американский издатель и политический деятель. Издатель-редактор газеты «The National Herald».
Он родился в 1950 году в деревне Танос на острове Лемнос. Он иммигрировал в Америку в 1968 году. Он женат, имеет двоих детей и жил в Нью-Йорке. Он является издателем газеты Homogene National Kirikas с 1978 по июль 2019 года. В январе 2017 года он вступил в спор с бывшим министром национальной обороны Паносом Камменосом.
9 июля 2019 года он был назначен заместителем министра иностранных дел, ответственным за вопросы эллинской деятельности по всему миру в правительстве Кириакоса Мицотакиса, должность, которую он занимал в течение пяти месяцев.
Он подал в отставку 5 декабря 2019 года после сообщений о том, что он не получил степень магистра в Колумбийском университете, как он утверждал. Позднее он пояснил, что он посещал (аспирантуру) курсы в университете, но не окончил и не получил степень в университете. Сомнения были также подняты о его студенческих исследований. Он также подвергся критике за назначение своего бывшего исполнительного директора греческой авиационной промышленности Тассоса Филиппакоса, который бежал в Соединенные Штаты, когда было возбуждено уголовное преследование в отношении ЦАП.

## Личная жизнь
В браке с Лицой Калогерой имеет сына Ираклиса и дочь Ванессу. Супруга Диаматариса родом из Ханьи (Крит, Греция).
Проживает в Нью-Йорке.